# 大野拓朗
大野 拓朗（おおの たくろう、1988年11月14日 -）は、日本の俳優、モデル。東京都出身、埼玉県さいたま市育ち。身長184cm。

## 略歴
小学校卒業まで東京在住。中学から埼玉へ移住。
さいたま市立上大久保中学校、さいたま市立浦和高等学校ではバスケットボール部に所属。1年間宅浪した後、立教大学コミュニティ福祉学部スポーツウエルネス学科に入学、その後卒業。高校在学中に、3年連続でミスター・コンテストにて優勝を果たす。
2009年、立教大学で第25回ミスター立教に選出される。
2010年1月31日「ホリプロ創業50周年記念事業」新人俳優オーディション『キャンパスター☆H50with MEN’S NON-NO』でグランプリを受賞。
そのほかアメーバブログ賞、メンズノンノ読者投票賞、PEEK-A-BOO賞、Ｐ.Ｓ.Ｆ.Ａ.賞の全部門受賞。
同年、映画『インシテミル～7日間のデス・ゲーム～』にて俳優デビュー。
2011年、『美咲ナンバーワン!!』で連続ドラマに初出演。同年、DVD『いつでも笑顔でいれますように。』発売・
2012年、ダスキンの広告に起用。同年、写真集『ハナ』が発売される。
2014年、NHK教育テレビジョンの『Let's天才てれびくん』のレギュラーになる（2017年まで3年間担当）。
2016年6月10日、「大野拓朗＆スタッフ」ツイッターおよび大野拓朗サークルを始動。
2017年、『猫忍』で映画初主演。写真集『REBORN』が発売。
2019年7月31日付で、アメリカへ語学留学するためホリプロを退社した。「大野拓朗＆スタッフ」ツイッター、大野拓朗サークルも終了。
2019年12月から2020年7月にかけてニューヨークで生活。

## 家族
曾祖母は樺太の大泊に居住しており、大正時代に北海道札幌市へと移住した。祖父はラーメン店やすすきののキャバレーを開業して一時は成功したもののやがて経営は行き詰まり、家族を連れて上京した。父は24歳で結婚し、妻の実家の自動車部品工場を引き継いだ。

## 出演

### 映画
- インシテミル ～7日間のデス・ゲーム～（2010年10月16日、ワーナー・ブラザース映画） - 真木雪人 役
- LIAR GAME  -再生(REBORN)-（2012年3月3日、東宝） - 和田タツジ 役
- ドキュメンタリー映像作品「YOSHII CINEMAS」（2013年1月11日）
- 埼玉家族-息子編＜ライフワーク＞（2013年7月18日） - 主演・タカシ 役
- 黒執事（2014年1月18日、ワーナー・ブラザース映画） - 松宮高明 役
- 秋桜の咲く日（2014年3月、平成25年度北九州市人権啓発映画）介護士・中嶋直也 役
- くるみ割り人形（2014年11月29日） - 女占い師 の声
- セーラ服と機関銃 -卒業-（2016年3月5日、角川映画） - 祐次 役[14]
- 『9つの窓』内「漁船の光」（2016年の早春）吉村圭一役
- 高台家の人々（2016年6月4日、全国東宝系ロードショー） - 高台茂正 役
- ホーンテッド・キャンパス（2016年7月2日公開） - 黒沼泉水 役 [15]
- サバイバルファミリー（2017年2月11日、東宝）斎藤涼介 役
- 猫忍（2017年5月20日） - 主演・久世陽炎太 役[12]
- 台湾より愛をこめて（2018年3月24日） - 主演・菅谷雄介 役
- 旅猫リポート（2018年10月26日〜） - 杉修介 役[16]
- Bの戦場（2019年3月15日） - 武内 役

### テレビドラマ
- 美咲ナンバーワン!!（2011年1月 - 3月、日本テレビ） - 星田勇斗 役
- 熱中時代（2011年4月9日、日本テレビ） - 白川拓朗 役
- ブルドクター（2011年7月 - 9月、日本テレビ） - 藤村春輔 役
- 東野圭吾ミステリーズ 第8話「小さな故意の物語」（2012年8月30日、フジテレビ） - 行原達也 役
- 悪夢ちゃん 第7話、最終話（第11話）（2012年11月24日・12月22日、日本テレビ） - 村沢直也 役
- オンナ♀ルール 幸せになるための50の掟（2013年4月8日 - 6月14日、15分×50話、NOTTV×日本テレビ）18話・27話ゲスト：隼人 役
- 人体の謎を解き明かせ 特命調査機関ゴンゾウ（2013年5月21日、日本テレビ） 田辺竜馬 役
- SPEC〜警視庁公安部公安第五課 未詳事件特別対策係事件簿 〜零〜（2013年10月23日、TBS） - 高岡滋紀 役
- マンスリーTV D-NEXT「流れ星」（2013年11月20日、日本テレビ） - 百瀬良太 役
- 三匹のおっさん〜正義の味方、見参!!〜（2014年1月 - 3月、テレビ東京） - 清田祐希 役
  - 三匹のおっさん2〜正義の味方、ふたたび!!〜（2015年4月24日 - 6月12日）
  - 三匹のおっさん3〜正義の味方、みたび!!〜（2017年1月 - 3月）
  - 三匹のおっさん スペシャル〜正義の味方、史上最大、最後の戦い！…かも？〜（新春ドラマ特別企画）（2018年1月2日）
  - 三匹のおっさんリターンズ!平成ラストの大暴れ&悪党まとめて大成敗SP (2019年1月14日)
- SAKURA〜事件を聞く女〜（2014年10月 - 12月、TBS） - 遠藤圭太(巡査長) 役　番組HP
- 大河ドラマ（NHK総合）
  - 花燃ゆ（2015年1月 - 12月） - 野村靖 役
  - 西郷どん 27回〜（2018年1月 - 12月16日） - 桐野利秋(中村半次郎) 役
- LOVE理論（2015年4月 - 6月、テレビ東京） - 主演・今田聡 役
- 「〜大阪環状線～ひと駅ごとの愛物語～」 【Station8】「トンネル横丁の悪魔【西九条駅】」（2016年3月1日 深夜、関西テレビ） - 主演・国丘譲二 役
- 天才バカボン〜家族の絆（2016年3月11日、日本テレビ） - おまわりさんの後輩 役[17]
  - 天才バカボン2（2017年1月6日）
  - 天才バカボン3〜愛と青春のバカ田大学（2018年5月4日）
- 連続テレビ小説（NHK総合）
  - とと姉ちゃん（2016年4月20日 - 6月25日、総集編12月31日） - 青柳清 役[18]
  - わろてんか（2017年10月10日 - 2018年3月） - 舶来屋キース(本名 山村 喜助) 役
  - わろてんか スピンオフ「「ラブ&マンザイ～LOVE and MANZAI～」(2018年4月21日)
- ラスト・アタック〜引き裂かれた島の記憶〜（2016年8月15日、NHK BSプレミアム） - 主演・飯井敏雄 役[19]
- でぶせん（2016年8月20日 - 10月1日、Hulu / 日本テレビ） - 黄龍力生 役[20]
- 金曜ロードSHOW! 特別ドラマ企画『がっぱ先生!』（2016年9月23日、日本テレビ） - 村本誠 役[21]
- 湊かなえサスペンス『望郷』「雲の糸」（2016年9月28日、テレビ東京） - 的場裕也 役[22]
- 猫忍（2017年1月4日 - 3月、tvk 他） - 主演・久世陽炎太 役[12]
- 銭形警部 真紅の捜査ファイル 第2話（2017年2月17日、日本テレビ・Hulu） - 赤井利樹 役
- 24時間テレビドラマスペシャル 時代をつくった男 阿久悠物語（2017年8月26日、日本テレビ） - 藤田プロデューサー 役
- 正義のセ 第1-3・9話（2018年4月11日 - 4月25日・6月6日、日本テレビ） - 中牟田優希 役
- グッド・バイ（2018年7月14日 - 9月29日、テレビ大阪・BSジャパン） - 主演・田島毛収 役
- 24時間テレビドラマスペシャル ヒーローを作った男 石ノ森章太郎物語（2018年8月25日、日本テレビ） - 寺田ヒロオ  役
- 役者ダマしい 12話 (2018年12月18日、テレビ大阪)
- ベビーシッター・ギン!（2019年6月30日 - 9月1日、NHK BSプレミアム） ‐ 主演・下落合ギン 役[23]

### ラジオドラマ
- FMシアター「踊らされながら」（2017年7月15日、NHK-FM） - シンヤ 役

### バラエティ
- 心ゆさぶれ!先輩ROCK YOU（2010年4月 - 2012年3月、日本テレビ）
- 世界の村で発見!こんなところに日本人（2013年4月 - 2016年3月、 ABCテレビ） - 「データマン」・「パネラー」としてレギュラー出演
- Let's天才てれびくん（2014年3月31日 - 2017年3月30日、NHK Eテレ） - MC（国立異次元獣対策センター課長）

### Web
- 熱血硬派くにおくん（2013年9月 -12月、NOTTV） - 初主演・くにお 役
- 高台家の人々（2016年6月、dTV） - 高台茂正 役
- 【FUROZUKI】The Colors of Japan Vol.13 伊勢志摩 (2016年6月20日)
- 【FUROZUKI】The Colors of Japan Vol.14 熱海 (2016年9月2日)
- 【FUROZUKI】The Colors of Japan Vol.15 鳴子温泉 (2016年10月28日)
- M -1ファンクラブ (2017年10月9日〜、GYAO!)
- 池袋ウエストゲートパーク　初日までの道 ライブ生配信 (全6回) (2017年11月18日、26日、12月2日、)
- 恋愛ドラマな恋がしたい 第1シーズン (2018年5月26日〜7月28日） - スタジオMC
- 恋愛ドラマな恋がしたい 第2シーズン 最終回60分SP (2019年2月16日)  - スタジオMC
- 恋愛ドラマな恋がしたい 第3シーズン (2019年5月11日〜7月)  - スタジオMC
- 「マーダーミステリーシアター演技の代償」（2021年2月20日） - 梅崎歩 役
- Moto NAVI YouTube
- AERA STYLE MAGAZINE VOL.51 AUTUMN/WINTER 2021
- 「COACH」since1941

### 舞台
- レシピエント（2012年2月 - 3月、紀伊国屋ホール）
- ミュージカル『エリザベート』（2012年5月 - 6月、東京:帝国劇場/7月、福岡:博多座/8月、愛知:中日劇場/9月、大阪:梅田芸術劇場） - ルドルフ 役
- ヴェニスの商人（2013年9月 - 10月、埼玉/広島/北九州/兵庫）- ジェシカ/シスター 役
- ミュージカル『ロミオ&ジュリエット』- ロミオ 役
  - （2017年1月 - 3月、赤坂ACTシアター/梅田芸術劇場） [24]
  - （2019年2月 - 4月、東京国際フォーラム/刈谷市総合文化センター/梅田芸術劇場）[25]
- 池袋ウエストゲートパーク　SONG＆DANCE (2017年12月23日～2018年01月14日/シアターウエスト/ 2018年19日〜21日兵庫県立芸術文化センター）
- シラノ・ド・ベルジュラック（2018年5月、日生劇場） -クリスチャン 役
- プロデューサーズ（2020年11月9日 - 12月6日、東急シアターオーブ）-レオ・ブルーム役[注 3][26]
- シブヤデアイマショウ (2021年4月22日・23日、シアターコクーン）
- Color of Theater 「ROSSO」(2021年6月27日-30日、赤坂ACTシアター)　-マッチ売りの少女役
- ブロードウェイ・ミュージカル『エニシング・ゴーズ』　(2021年8月、明治座）-ビリー役
- 音楽劇「クラウディア」 Produced by 地球ゴージャス(2022年7月4日～2022年7月24日、東京建物 Brillia HALL、2022年7月29日～2022年7月31日森ノ宮ピロティホール）-ジアラ役
- ミュージカル『シンデレラストーリー』（2022年9月6日 - 19日、日本青年館、愛知・福岡・大阪）-王子 役[27]
- 「進撃の巨人」-the Musical-（2023年1月7日 - 9日、オリックス劇場 / 1月14日 - 24日、日本青年館ホール） -エルヴィン・スミス 役[28]
  - ATTACK on TITAN: The Musical（2024年10月11日 - 13日、New York City Center）[29]
  - 「進撃の巨人」-the Musical-（2024年12月13日 - 22日、TOKYO DOME CITY HALL / 2025年1月11日 - 13日、オリックス劇場）[30]
- シブヤデアイマショウ (2023年4月7日・8日、シアターコクーン）
- ミュージカル『ファントム』 (2023年7月22日〜8月6日、梅田芸術劇場メインホール / 8月14日〜9月10日、東京国際フォーラム ホールC )  -フィリップ・シャンドン伯爵役
- BREAK FREE STARS（2023年10月23日 - 11月5日、IHIステージアラウンド東京）[31]
- ミュージカル「太平洋序曲（PACIFICOVERTURES)」(2023年11月25日〜2024年2月24日、メニエール・チョコレート・ファクトリー劇場（イギリス・ロンドン）香山弥左衛門役
- 海と日傘（2025年7月、すみだパークシアター倉）[32]

### コンサート
- MEIJIZA Presents Special Musical Concert 「New Years Dream」（2021年1月5日 - 11日、明治座）
  1. OrbTALK LIVE in CONCERT （2020年12月19日・20日、東急シアターオーブ）
- TAKURO OHNO First Musical Concert ～with a Smile (2022年5月8日　COTTON CLUB）
- Naoya Iwaki Pops Orchestra with special guest 大野拓朗 (2022年8月16日　府中の森芸術劇場ウィーンホール)
- 古川雄大 The Greatest Concert vol.2- A Musical Journey -ゲスト出演 (2023年2月17日　日本青年館ホール)
- 2023年10月14日 TAKURO OHNOFavorite Showa J-Pop Live ～with a smile vol.2～ @COTTON CLUB

### ファッション
- ボッテガ・ヴェネタ パーティー (2016年6月9日　東京)
- アルマーニエクスチェンジ スペシャルイベント (2016年6月14日)
- SHISEIDO ULTIMUNE 2nd ANNIVERSARY EVENT (2016年8月25日)
- ディオール オムVIPパーティー (2017年4月19日　有明)
- ミレニアルズ ドルチェ&ガッバーナ 東京 (2017年10月4日 伊勢丹新宿店本店)
- PITTI IMMAGINE UOMO  (2018年8月 フィレンツェ)
- ブルックス ブラザーズ ランウェイショー  (2019年5月23日 神宮外苑)
- Longchamp表参道店のオープニングセレモニー (2017年10月19日)
- SHISEIDO MEN (2017年11月21日) トゥモローランド
- 「POLICE」2018年ジュエリー&ウオッチコレクションの日本イメージモデルに就任 (2018年6月29日)

### ゲーム
- ONE PIECE アンリミテッドワールド レッド（2013年11月21日、バンダイナムコゲームス） - 海軍上官・海軍将校 の声
- 龍が如く 維新!（2014年2月22日、セガ） - 沖田総司（本物）の声

### ラジオ
- おとべん! (2009年11月末)
- Animo! (2010年1月26日、FM横浜)
- タクロク（2010年4月 - 2011年3月、Kiss-FM KOBE 毎週土曜日 20:00 - 20:30、FM YOKOHAMA 毎週日曜日 21:00 - 21:30）
- タクロク（2011年4月 - 2012年3月、FM YOKOHAMA 毎週日曜日 21:00 - 21:30）
- 西田征史のためになるラジオ (2016年5月27日 22時〜FMヨコハマ) ゲスト
- 中山優馬 RADIO CATCH (2016年6月16日　JFN) ゲスト
- 中山優馬 RADIO CATCH (2016年6月23日　JFN) ゲスト
- よんぱち (2016年7月1日 TOKYO FM) ゲスト
- J-WAVE SPECIAL TUNE INTO THE FUTURE 1988 (2017年10月1日、J-WAVE) ゲスト
- 菊正宗ほろよいイブニングトーク (2018年12月31〜2019年1月4日、ニッポン放送) ゲスト
- TRUME TIME AND TIDE (2019年9月28日、J-WAVE) ゲスト
- TANSAN HOUR 今夜もシュワシュワ (2019年11月28日、12月5日、12月26日、FM YOKOHAMA) ゲスト
- TANSAN HOUR 今夜もシュワシュワ (2020年1月〜最終週、FM YOKOHAMA) 月1レギュラー

### CM
- 江崎グリコ
  - 「日本縦断グリコワゴン準備」篇（2010年12月4日～12月18日）
  - 「日本縦断グリコワゴン　鹿児島(奄美大島)/大野拓朗」篇（2011年2月14日）
- ダスキン
  - 僕は出会ってしまった・掃除をする息子 「よろしく　 LaLa」篇（2012年2月1日〜）8人家族の長男・拓朗 役[33]
  - 僕は出会ってしまった・父と似てきた息子 「よろしく　レンジフード」篇（2012年2月3日〜）
  - 東京スカイツリーに来た家族 「ビジネスサービス」篇 (2012年8月18日〜)
- JT（日本たばこ産業株式会社）「Seven Stars」（2016年 - 2017年）
- 本田技研工業「ホンダトータルケア」（2016年 - ）
- JR東海
  - トーキョーブックマーク (2016年6月18日〜) 東海地区と関西地区
  - 「tokyobookmark シンプルプライス」篇 (2016年9月10日〜10月2日)　名古屋地区、関西地区
  - 「tokyobookmark 旅行会社店頭」篇 (2016年9月10日〜10月2日)　名古屋地区、関西地区
- 日本マクドナルド
  - 『プレミアムローストコーヒー』10/16から5日間 先着1億3千万名様無料・もうすぐ 「無料の衝撃」篇 (2017年10月11日〜)
  - 『シナモンメルツ』欲しい?・ついに復活 「とろけるデート」篇 (2017年10月16日〜)
  - 『プレミアムローストコーヒー』ついに始まった・10/20まで15-19時無料 「ついに始まった」篇 (2017年10月16日〜)
  - 『カフェラテ』バリスタ世界一・新生ラテ 「バリスタ登場」篇 (2018年1月15日〜)
- Sky株式会社 仲間となら叶えられる夢がある「仲間となら」篇（2018年11月1日〜）
- lumiere+  アンバサダー 2019年

### ミュージック・ビデオ
- ET-KING「約束」（2011年）
- USAGI「Hello」（2014年）

### 雑誌
- MEN'S NON-NO 2011年8月号
- anan 2011年7月27日発行
- ヤングマガジン 2014年4月14日発売２０号　『デスペナ』応援コメント
- ViVi 2014年9月号
- with 2014年12月号
- 月刊エンタミクス 2015年1月20日発売号
- ViVi 2015年6月号
- INRED 2016年4月号
- mini 2016年5月号
- steedy 2016年5月号
- CLASSY 2016年
- with 2016年
- Ane Can 2016年7月号
- JJ 2016年8月号
- Myojo 2016年8月号
- ViVi 2016年11月号
- CLASSY 2017年2月号
- CLASSY 2017年8月号
- 週刊女性 2017年12/5発売号
- 装苑 2018年2月号
- 週刊文春 2018年1/10発売号
- 週刊文春 2018年1/18発売号
- dancyu 2018年3月号
- ザテレビジョン 2018年3月
- BARFOUT 2018年3月
- GQJAPAN 2018年8月24日発売
- TOKYOVOICE VOL.9 2020年1月29日から配布
- dancyu web 大野拓朗のニューヨーク☆デリバリー事情 2020年4月25日から週1連載
- AERA STYLE MAGAZINE2021年3月24日発売 vol.50「俳優・大野拓朗と行く神戸の『美しい建築』を巡る
- Moto NAVI (2020年10月24日発売号からレギュラー出演中)
- SENCE (2021年5月号、7月号、8月号)
- GQ JAPAN(2021年7月、8月&9月合併号)

### 写真集
- 大野拓朗 ファースト写真集 『 ハナ 』（2012年1月28日）
- 『REBORN』（2017年1月16日）

### カレンダー
- 2011年
- 2015年
- 2017年
- 2021年　Moto NAVI （MOTOR CYCLE × OHNO TAKURO）

### DVD
- いつでも笑顔でいれますように（2011年2月2日）
- インシテミル (2011年2月23日)
- 美咲ナンバーワン!! (2011年6月22日)
- 熱中時代スペシャル (2011年8月10日)
- ブルドクター (2011年11月23日)
- ライアーゲーム -再生- (2012年9月19日)
- レシピエント (2012年4月)
- 悪夢ちゃん (2013年03月20日)
- SPEC〜警視庁公安部公安第五課 未詳事件特別対策係事件簿 〜零〜 (2013年10月30日)
- 熱血硬派くにおくん (2013年12月4日)
- オンナ♀ルール 幸せになるための50の掟 (2014年1月22日)
- 黒執事 (2014年6月4日)
- 三匹のおっさん〜正義の味方、見参〜 (2014年6月4日)
- 埼玉家族 (2014年6月27日)
- SAKURA～事件を聞く女～ (2015年3月18日)
- くるみ割り人形 (2015年6月17日)
- 花燃ゆ 完全版 第壱集 (2015年8月19日)
- LOVE理論 (2015年8月19日) インタビュー記事
- 三匹のおっさん 2 ～正義の味方、ふたたび!!～ (2015年9月2日)
- ヴェニスの商人 (2015年10月7日)
- 花燃ゆ 完全版 第弐集 (2015年12月16日)
- 花燃ゆ 完全版 第参集 (2016年3月16日)
- 花燃ゆ 総集編 (2016年4月22日)
- セーラー服と機関銃 -卒業- (2016年8月3日)
- とと姉ちゃん DVD BOX1 (2016年8月26日)
- とと姉ちゃん DVD BOX2 (2016年12月21日)
- 高台家の人々 (2016年12月21日)
- とと姉ちゃん DVD BOX3 (2016年12月22日)
- スペシャルドラマ 天才バカボン~家族の絆 (2016年12月28日)
- ホーンテッド・キャンパス (2017年01月13日)
- ９つの窓 (2017年6月28日)
- 特別ドラマ企画「天才バカボン2」(2017年7月19日)
- 三匹のおっさん 3 ～正義の味方、みたび!!～ (2017年7月19日)
- 銭形警部 (2017年7月26日)
- サバイバルファミリー (2017年9月20日)
- わろてんか 完全版 (2018年06月20日)
- わろてんか スピンオフ ラブ＆マンザイ LOVE and MANZAI (2018年9月26日)
- 役者ダマしい (2018年1月2日)
- 台湾より愛をこめて (2018年1月2日)
- グッド・バイ (2018年12月19日)
- 旅猫リポート (2019年4月24日)
- 大河ドラマ 西郷どん 完全版 第参集 (2018年12月19日)
- 西郷どん 完全版 第四集 (2019年3月20日)
- 西郷どん 総集編 (2019年4月26)
- ロミオ&ジュリエット ホワイトバージョン (2019年8月1日)
- Bの戦場 (2019年10月2日)